# Tychicus erythrophthalmus
Tychicus erythrophthalmus är en spindelart som beskrevs av Simon 1897. Tychicus erythrophthalmus ingår i släktet Tychicus och familjen jättekrabbspindlar.
Artens utbredningsområde är Filippinerna. Inga underarter finns listade i Catalogue of Life.